# Тейшейра, Жуан (андоррский футболист)
Жуан Педру да Силва Тейшейра (порт. João Pedro da Silva Teixeira; род. 17 июля 1996, Шавиш, Вила-Реал) — португальский и андоррский футболист, центральный полузащитник клуба «Пас-де-ла-Каса» и сборной Андорры.

## Биография

### Клубная карьера
Родился в португальском городе Шавиш и является воспитанником одноимённого клуба. После выпуска из академии, выступал на любительском уровне за команды 4-й лиги Португалии «Вилар де Пердизис» (2015—2016 и 2018—2019) и «Шавеш Б» (сезон 2017/18), а также в 2017 году провёл около полугода в клубе 5-го дивизиона Испании «Оренсе».
В 2019 году переехал в Андорру. Выступал в местной высшей лиге за команды «Каррой» (2019/20), «Энгордань» (2020/21), «Ордино» (2021—23) и «Пас-де-ла-Каса».

### Карьера в сборной
В марте 2024 года, после 5 лет жизни в стране, был вызван в сборную Андорры на товарищеские матчи со сборными Южно-Африканской Республики и Боливии. Дебютировал 21 марта в матче против ЮАР (1:1), появившись на замену на 79-й минуте вместо Эрика Валеса.